# Vésubie
El Vésubie és un riu de França, que desemboca en el riu Var. Neix al nord-est dels Alps Marítims. Pren el seu nom a partir de la confluència dels torrents Boréon i Madone des Fenestres, a Saint-Martin-Vésubie. Desemboca al Var a Plan-du-Var, també en els Alps Marítims, on es desenvolupa tot el seu curs, de 45.89 km de longitud. La principal població del seu curs és Saint-Martin-Vésubie. En el seu curs presenta congostos com el Couloir de Lantosque o les Gorges du Vésubie (al final del seu curs).